# 7273 Garyhuss
7273 Garyhuss è un asteroide della fascia principale. Scoperto nel 1981, presenta un'orbita caratterizzata da un semiasse maggiore pari a 2,6536198 UA e da un'eccentricità di 0,1918471, inclinata di 12,07320° rispetto all'eclittica.